# Simon Kovar
Simon Kovar   (Vílnius, 22 de maig de 1890 - Encino, 17 de gener de 1970) va ser un fagot del segle XX i un dels professors més reconeguts d'aquest instrument.
Simon Kovar va néixer Simon Kovarski a Vilnius, Lituània, llavors part de Rússia, el 1890. Va començar el fagot als 20 anys després d'estudiar originalment el violí. Kovar va arribar als Estats Units el juny de 1922, establint-se a la ciutat de Nova York, on va ocupar el lloc de segon fagot amb la Filharmònica de Nova York. Va ser molt considerat com a professor i va ser cap de la facultat de fagot de la "Juilliard School of Music" durant 28 anys. Kovar també va ensenyar a "Teachers College" de la Universitat de Colúmbia, a l'Acadèmia de Música d'Occident i al "Curtis Institute of Music", a la "Manhattan School of Music", "Mannes College of Music"" i el "Conservatoire de musique du Quebec" a Montréal. Els seus estudiants van oscil·lar entre els millors fagotistes d'orquestra, incloent George Fisher Goslee i Sol Schoenbach i Bernard Garfield als músics de jazz, incloent saxofonistes com Stan Getz i Ray Pizzi.
Els seus 24 Estudis diaris per a fagot, escrits a finals dels anys cinquanta, es consideren exercicis de pràctica de primer nivell per al fagot.
Als anys 50, Kovar es va traslladar a Encino, Califòrnia, on va continuar ensenyant gairebé fins al moment de la seva mort, el 1970, per complicacions relacionades amb l'emfisema. El van sobreviure la seva dona Rose Kovar i dues filles, Eleanor Imber, també fagotista professional, i Leah Herzberg.